# Wolf-Peter Funk
Wolf-Peter Funk (* 30. Dezember 1943 in Oederan; † 18. Februar 2021 in Québec) war ein deutscher evangelischer Theologe, Linguist und Übersetzer koptischer Texte.

## Leben und Wirken
Nach seiner Reifeprüfung in Leipzig 1962 studierte Wolf-Peter Funk Evangelische Theologie, Anglistik und Amerikanistik und zwar von 1963 bis 1966 an der Universität Leipzig und von 1966 bis 1971 an der Humboldt-Universität zu Berlin. 1968 legte er das Staatsexamen im Fach Evangelische Theologie ab, 1970 erwarb er das Diplom für Anglistik/Amerikanistik. Im Jahre 1971 promovierte er zum Dr. theol. an der Humboldt-Universität zu Berlin bei Hans-Martin Schenke. Durch Schenke kam er in engere Verbindung zur koptischen Philologie. Von 1971 bis 1975 arbeitete er dann als Englisch-Übersetzer bei Intertext – Fremdsprachendienst der DDR und anschließend bis 1980 als Englischlehrer und freier Mitarbeiter der Akademie der Wissenschaften der DDR (Polybios-Lexikon). Von 1980 bis 1985 war Funk wissenschaftlicher Assistent in der Sektion Anglistik der Humboldt-Universität zu Berlin. 1986 begann seine Tätigkeit in Kanada an der Universität Laval, zunächst als Gastprofessor, von der er nicht in die DDR zurückkehrte. Seither arbeitete er in Québec vor allem an koptischen Studien, insbesondere an den Nag-Hammadi-Schriften. Als Gastwissenschaftler hielt er sich an weiteren Forschungsstätten wie z. B. in Philadelphia und Paris auf.

## Veröffentlichungen (Auswahl)
- Die zweite Apokalypse des Jakobus aus Nag-Hammadi-Codex V. Neu herausgegeben, übersetzt und erklärt von Wolf-Peter Funk (= Texte und Untersuchungen zur Geschichte der altchristlichen Literatur. Band. 119). Akademie-Verlag, Berlin 1976 (= Dissertation, Humboldt-Universität zu Berlin).
- (Mithrsg.): The Chester Beatty codex AC 1390. Mathematical school exercises in Greek and John 10,7 - 13,38 in subachmimic (= Chester Beatty monographs. Band 13). Peeters, Leuven 1990, ISBN 90-6831-340-1.
- Concordance des textes de Nag Hammadi. Les codices VIII et IX (= Bibliothèque copte de Nag Hammadi. Section Concordances. Band 5). Presses de l'Université Laval, Sante-Foy 1997, ISBN 2-7637-7538-1.
- (mit Paul-Hubert Poirier u. John D. Turner): Marsanès (NH X) (= Bibliothèque copte de Nag Hammadi. Section Textes. Band 27). Presses de l'Université Laval, Québec 2000, ISBN 2-7637-7718-X.
- (mit Paul-Hubert Poirier): Concordances des textes de Nag Hammadi. Les codices XIB, XII, XIII (= Bibliothèque copte de Nag Hammadi. Section Concordances. Band 7). Les Presses de l'Université Laval, Québec 2002, ISBN 2-7637-7903-4.
- L'Allogène (NH XI,3) (= Bibliothèque copte de Nag Hammadi. Section Textes. Band 30). Presses de l'Université Laval, Québec 2004, ISBN 2-7637-8096-2.
- L'interprétation de la gnose (NH XI,1) (= Bibliothèque copte de Nag Hammadi. Section Textes. Band 34). Les Presses de l'Université Laval, Québec 2010, ISBN 2-7637-8983-8.
- (mit Bernard Barc): Le livre de secrets de Jean. Recension brève (NH III, 1 et BG, 2) (= Bibliothèque copte de Nag Hammadi. Section Textes. Band 35). Les Presses de l'Université Laval, Québec 2012, ISBN 2-7637-9380-0.
- (Mithrsg.): Coptic documentary texts from Kellis. Band 2. Oxbow, Oxford 2014, ISBN 978-1-78297-651-6.
- Exposé du mythe valentinien et textes liturgiques (NH XI,2) (= Bibliothèque copte de Nag Hammadi. Section Textes. Band 36). Les Presses de l'Université Laval, Québec 2016, ISBN 978-2-7637-2940-4.
- (Bearb., mit Alexander Böhlig): Manichäische Handschriften der Staatlichen Museen Berlin. Band 1,2 (= Kephalaia – Zweite Hälfte. Lieferung 11–18). Kohlhammer, Stuttgart 2018, ISBN 978-3-17-017852-6.